# Glover Hills
Die Glover Hills sind eine markante Hügelgruppe im ostantarktischen Viktorialand. In der Convoy Range ragen sie zwischen dem Atka- und dem Baxter-Gletscher auf.
Teilnehmer einer von 1976 bis 1977 dauernden Kampagne im Rahmen der neuseeländischen Victoria University’s Antarctic Expeditions benannten sie nach dem neuseeländischen Dichter, Journalisten und Verleger Denis Glover (1912–1980).